# 1294
Cette page concerne l'année 1294  du calendrier julien. Pour l'année 1294 av. J.-C., voir 1294 av. J.-C.
L'année 1294 est une année commune qui commence un vendredi.

## Événements
- 18 février : mort de Kubilai Khan[1].
- 10 mai[2] : intronisation de Témur Khan, grand Khan des Mongols et empereur yuan de Chine sous le nom de Chengzong (fin du règne en 1307), fils de Tchen-ki (décédé), petit-fils de Kubilai Khan.
- 12 septembre : première émission de papier-monnaie dans l'empire des Ilkhans à Tauris. Ghaykhatou doit la retirer devant la contestation des commerçants[1].
- 2 décembre : début du règne en Égypte de Kitbugha, sultan mamelouk baharite (fin en 1296)[3].

- À la mort de Yagbéa-Syon, ses cinq fils se succèdent sur le trône d’Éthiopie jusqu’en 1299[4].

- Arrivée en Chine du franciscain Jean de Montecorvino. Il rencontre à Pékin l'empereur mongol Témur qui lui permet d'introduire le catholicisme en Chine[5]. Parti d’Europe en 1289, il meurt à Pékin en 1328. Il reste pendant de longues années sans nouvelle de Rome à qui il réussit à faire parvenir deux lettres par des marchands occidentaux. Il traduit partiellement la Bible en chinois.
- Les deux dynasties thaïes régnant sur le Cambodge reconnaissent la suzeraineté de l'empire mongol[1].
- Ala ed-Din organise un raid de pillage très fructueux contre le roi de Devagiri, le Yâdava Ramachandradeva, à l’ouest du Dekkan[6].

### Europe
- Février : Charles II d'Anjou est à Nice pour le carnaval dont c'est la première mention[7].
- 18 avril : dimanche de Pâques.
- 19 mai : prenant prétexte des incidents survenus entre marins normands et anglais en 1292-1293, le roi Philippe le Bel prononce la saisie du duché d'Aquitaine, ce qui déclenche la guerre franco-anglaise de Guyenne (jusqu'en 1297). Philippe le Bel prend la Gascogne (1294-1303)[8].
  - Le roi d'Angleterre réunit dans une coalition Adolphe de Nassau, roi des Romains, qui espère faire revivre ses droits sur la Franche-Comté ; le comte de Bar ; le duc de Brabant, gendre d'Édouard ; le comte de Gueldre et l'archevêque de Cologne. Le comte de Flandre, Gui de Dampierre, croyant l'occasion favorable pour se rendre indépendant, entre aussi dans la ligue anglaise. Philippe le Bel peut compter entre autres sur l'appui de John Balliol, roi d'Écosse ; Éric II de Norvège ; Albert, duc d'Autriche ; Humbert Ier de Viennois[9].
- 2 et 29 juin : injonctions du roi Édouard Ier d'Angleterre au roi d’Écosse John Balliol lui ordonnant de fermer les ports d'Écosse  et d'envoyer à Londres pour le 1er septembre un contingent pour la guerre en Guyenne. John Balliol dénonce le serment d'allégeance qu’il a prêté au roi d'Angleterre. En retour, celui-ci s’arroge la couronne écossaise[10].
- 5 juillet : l’ermite Pietro Angeleri du Morrone est élu pape à Pérouse après 27 mois de vacance du siège pontifical due à la lutte des partis. Il est consacré à Aquila le 29 août sous le nom de Célestin V. Charles II d'Anjou cherche à profiter de son ignorance politique mais il abdique en décembre, cédant à la pression du cardinal Benedetto Caetani, qui élu sous le nom de Boniface VIII, le gardera en résidence forcée[11].
- 2 septembre : l'empereur Adolphe de Nassau, allié à Édouard Ier d'Angleterre contre la France, envoie son défi à Philippe le Bel[12].
- 6 juillet[13] : traité de Tönsberg entre la Hanse et la Norvège. Les marchands allemands reçoivent de larges privilèges et une situation plus favorable que les négociants norvégiens.
- 24 décembre : élection du pape Boniface VIII (jusqu'en 1303)[11]après un conclave à Castel Nuovo dans la ville de Naples.
  - Entre la doctrine théocratique de Boniface VIII et les théories absolutistes qui prévalent autour de Philippe le Bel, le conflit est fatal. Orgueilleux et violent, Boniface affirme son droit et sa volonté de régenter les rois.
- Arrivée de la Sainte Maison de la Vierge Marie depuis Nazareth à Lorette dans les Marches italiennes, et qui donnera lieu au plus grand pèlerinage marial d’Occident.
- Dante Alighieri écrit sa Vita Nova

- Les Juifs des villes royales du Languedoc sont contraints à la résidence dans les ghettos[14].